# Profil pokoleń vol. 1
Profil pokoleń vol. 1 – drugi album solowy polskiego rapera Vienia. Wydawnictwo ukazało się 26 kwietnia 2013 roku nakładem wytwórni muzycznej Step Records we współpracy z Narodowym Centrum Kultury. Wszystkie utwory na płycie, według koncepcji Vienia wyprodukował Pereł. Natomiast partie scratch'y wykonał DJ Technik. Wśród gości na płycie znaleźli się m.in. Jarek "JAreX" Kowalczyk z zespołu Bakshish, lider formacji Apteka - Jędrzej "Kodym" Kodymowski, Dariusz "Maleo" Malejonek znany m.in. z występów w grupie Izrael, a także zespoły Sztywny Pal Azji i Jamal.
Na wydawnictwie znalazły się piosenki z repertuaru takich wykonawców i zespołów jak: Apteka, Kapitan Nemo, Republika, Dezerter, czy Klaus Mitffoch. Część tekstów, m.in. ze względów na trudności w aranżacji została poszerzona o wersy autorstwa samego Vienia. W ramach promocji do pochodzących z płyty piosenek "Wolnym być", "Nie gniewaj się na mnie Polsko" i "To co czujesz to co wiesz 2013" zostały zrealizowane teledyski. Pierwsza z nich została napisana okazji 150. rocznicy obchodów powstania styczniowego w ramach kampanii społecznej "Styczeń wolności", zorganizowanej przez Narodowe Centrum Kultury. 
Nagrania dotarły do 30. miejsca zestawienia OLiS. 

## Lista utworów
Opracowano na podstawie materiału źródłowego.
1. "Intro - Profil pokoleń" - 2:20
2. "Cząstka mnie" (gościnnie: Jarek "JAreX" Kowalczyk, Olga S.) - 4:32
3. "Diabły 2013" (gościnnie: Jędrzej "Kodym" Kodymowski, Mr. Borman) - 4:40 (utwór z repertuaru zespołu Apteka)
4. "Elektroniczna cywilizacja 2013" (gościnnie: Kapitan Nemo) - 3:37  (utwór z repertuaru Kapitana Nemo)
5. "Rodzi się frustracja" (gościnnie: Dariusz "Maleo" Malejonek) - 3:58
6. "Moja krew 2013" - 3:35 (utwór z repertuaru zespołu Republika)
7. "Złota polska młodzież 2013" (gościnnie: Robert Matera) - 3:30 (utwór z repertuaru zespołu Dezerter)
8. "Strzeż się tych miejsc 2013" - 3:13 (utwór z repertuaru zespołu Klaus Mitffoch)
9. "Nie gniewaj się na mnie Polsko" (gościnnie: Sztywny Pal Azji) - 3:53 (utwór z repertuaru zespołu Sztywny Pal Azji)
10. "To co czujesz to co wiesz 2013" (gościnnie: Miuosh, Tomek Lipiński) - 4:12 (utwór z repertuaru zespołu Brygada Kryzys)
11. "Wolnym być" (gościnnie: Jamal) - 4:13